# Qualificações para o Campeonato Europeu de Futebol de 2024 – Grupo A
O Grupo A das Qualificações para o Campeonato Europeu de Futebol de 2024 foi um dos dez grupos que decidiram os participantes do Campeonato Europeu de Futebol de 2024. As duas melhores seleções se classificaram.

## Classificação
|  | Equipes qualificadas para o Campeonato Europeu de Futebol de 2024 |
|  | Equipes classificadas para a repescagem                           |
|  | Equipes eliminadas                                                |

| Pos | Equipe  | Pts | J | V | E | D | GP | GC | SG  | Classificado             |  | ESP | SCO | NOR | GEO | CYP |
| --- | ------- | --- | - | - | - | - | -- | -- | --- | ------------------------ |  | --- | --- | --- | --- | --- |
| 1   | Espanha | 21  | 8 | 7 | 0 | 1 | 25 | 5  | +20 | Eurocopa 2024            |  | —   | 2–0 | 3–0 | 3–1 | 6–0 |
| 2   | Escócia | 17  | 8 | 5 | 2 | 1 | 17 | 8  | +9  | Eurocopa 2024            |  | 2–0 | —   | 3–3 | 2–0 | 3–0 |
| 3   | Noruega | 11  | 8 | 3 | 2 | 3 | 14 | 12 | +2  | Eliminado                |  | 0–1 | 1–2 | —   | 2–1 | 3–1 |
| 4   | Geórgia | 8   | 8 | 2 | 2 | 4 | 12 | 18 | −6  | Avança para a repescagem |  | 1–7 | 2–2 | 1–1 | —   | 4–0 |
| 5   | Chipre  | 0   | 8 | 0 | 0 | 8 | 3  | 28 | −25 | Eliminado                |  | 1–3 | 0–3 | 0–4 | 1–2 | —   |

## Partidas
As partidas foram divulgadas pela UEFA em 10 de outubro de 2022. Para as partidas é utilizado o fuso horário UTC+1 e UTC+2.
| 25 de março de 2023 | Escócia                           | 3 – 0     | Chipre | Hampden Park, Glasgow                     |
| 14:00 (UTC+0)       | McGinn 21' · McTominay 87', 90+3' | Relatório |        | Público: 48 195 Árbitro: CRO Duje Strukan |

| 25 de março de 2023 | Espanha                    | 3 – 0     | Noruega | Estádio La Rosaleda, Málaga                 |
| 20:45               | Olmo 13' · Joselu 84', 85' | Relatório |         | Público: 29 214 Árbitro: FRA Benoît Bastien |

| 28 de março de 2023 | Geórgia        | 1 – 1     | Noruega     | Adjarabet Arena, Batumi                       |
| 20:00 (UTC+4)       | Mikautadze 60' | Relatório | Sørloth 15' | Público: 20 300 Árbitro: LVA Andris Treimanis |

| 28 de março de 2023 | Escócia           | 2 – 0     | Espanha | Hampden Park, Glasgow                                                                 |
| 19:45 (UTC+1)       | McTominay 7', 51' | Relatório |         | Público: 47 976 Árbitro: SUI Sandro Schärer (1º tempo) SUI Lukas Fähndrich (2º tempo) |

| 17 de junho de 2023 | Noruega           | 1 – 2     | Escócia                | Estádio Ullevaal, Oslo                 |
| 18:00               | Haaland 61' (pen) | Relatório | Dykes 87' · McLean 89' | Público: 25 791 Árbitro: SVN Matej Jug |

| 17 de junho de 2023 | Chipre           | 1 – 2     | Geórgia                           | AEK Arena – Georgios Karapatakis, Lárnaca   |
| 21:45 (UTC+3)       | Pittas 40' (pen) | Relatório | Mikautadze 31' · Davitashvili 84' | Público: 3 763 Árbitro: POR Fábio Veríssimo |

| 20 de junho de 2023 | Noruega                                | 3 – 1     | Chipre         | Estádio Ullevaal, Oslo                          |
| 18:00               | Solbakken 12' · Haaland 56' (pen), 60' | Relatório | Kastanos 90+3' | Público: 23 643 Árbitro: MKD Aleksandar Stavrev |

| 20 de junho de 2023 | Escócia                     | 2 – 0     | Geórgia | Hampden Park, Glasgow                   |
| 19:45 (UTC+1)       | McGregor 6' · McTominay 47' | Relatório |         | Público: 50 062 Árbitro: HUN István Vad |

| 8 de setembro de 2023 | Geórgia         | 1 – 7     | Espanha                                                                            | Estádio Boris Paichadze, Tiblíssi           |
| 20:00 (UTC+4)         | Chakvetadze 49' | Relatório | Morata 22', 40', 66' · Kvirkvelia 27' (g.c.) · Olmo 38' · Williams 68' · Yamal 74' | Público: 51 694 Árbitro: GER Daniel Siebert |

| 8 de setembro de 2023 | Chipre | 0 – 3     | Escócia                                  | AEK Arena – Georgios Karapatakis, Lárnaca |
| 21:45 (UTC+3)         |        | Relatório | McTominay 6' · Porteous 16' · McGinn 30' | Público: 6 633 Árbitro: HUN Balázs Berke  |

| 12 de setembro de 2023 | Noruega                    | 2 – 1     | Geórgia          | Estádio Ullevaal, Oslo                        |
| 20:45                  | Haaland 25' · Ødegaard 33' | Relatório | Zivzivadze 90+1' | Público: 23 665 Árbitro: MNE Nikola Dabanović |

| 12 de setembro de 2023 | Espanha                                                          | 6 – 0     | Chipre | Estádio Nuevo Los Cármenes, Granada       |
| 20:45                  | Gavi 18' · Merino 33' · Joselu 70' · Torres 73', 83' · Baena 77' | Relatório |        | Público: 17 311 Árbitro: ITA Simone Sozza |

| 12 de outubro de 2023 | Chipre | 0 – 4     | Noruega                                      | AEK Arena – Georgios Karapatakis, Lárnaca  |
| 21:45 (UTC+3)         |        | Relatório | Sørloth 33' · Haaland 65', 72' · Aursnes 81' | Público: 7 206 Árbitro: LTU Donatas Rumšas |

| 12 de outubro de 2023 | Espanha                | 2 – 0     | Escócia | Estádio de La Cartuja, Sevilha                |
| 21:45 (UTC+3)         | Morata 3' · Sancet 86' | Relatório |         | Público: 45 623 Árbitro: NED Serdar Gözübüyük |

| 15 de outubro de 2023 | Geórgia                                                                      | 4 – 0     | Chipre | Estádio Mikheil Meskhi, Tiblíssi          |
| 17:00 (UTC+4)         | Kiteishvili 46' · Kvaratskhelia 58' · Shengelia 82' · Mikautadze 90+5' (pen) | Relatório |        | Público: 15 871 Árbitro: ENG Robert Jones |

| 15 de outubro de 2023 | Noruega | 0 – 1     | Espanha  | Estádio Ullevaal, Oslo                      |
| 20:45                 |         | Relatório | Gavi 49' | Público: 25 885 Árbitro: GER Tobias Stieler |

| 16 de novembro de 2023 | Geórgia                | 2 – 2     | Escócia                         | Estádio Boris Paichadze, Tiblíssi               |
| 21:00 (UTC+4)          | Kvaratskhelia 15', 57' | Relatório | McTominay 49' · Shankland 90+2' | Público: 44 595 Árbitro: MKD Aleksandar Stavrev |

| 16 de novembro de 2023 | Chipre     | 1 – 3     | Espanha                               | Alphamega Stadium, Limassol                |
| 21:45 (UTC+2)          | Pileas 75' | Relatório | Yamal 5' · Oyarzabal 22' · Joselu 28' | Público: 9 667 Árbitro: UKR Mykola Balakin |

| 19 de novembro de 2023 | Escócia                                                | 3 – 3     | Noruega                                  | Hampden Park, Glasgow                       |
| 21:45 (UTC+0)          | McGinn 13' (pen) · Østigård 33' (g.c.) · Armstrong 59' | Relatório | Dønumm 3' · Larsen 20' · Elyounoussi 86' | Público: 48 138 Árbitro: ROU Horațiu Feșnic |

| 19 de novembro de 2023 | Espanha                                                    | 3 – 1     | Geórgia           | Estádio José Zorrilla, Valladolid           |
| 20:45                  | Le Normand 4' · Ferran Torres 55' · Lochoshvili 72' (g.c.) | Relatório | Kvaratskhelia 10' | Público: 24 146 Árbitro: ROU Ovidiu Hațegan |